# Hermann von Melchior
Ludwig Heinrich Wilhelm Hermann Melchior, seit 1872 von Melchior (* 28. Februar 1828 in Bielefeld; † 9. März 1902 in Wiesbaden) war ein preußischer Generalleutnant und Kommandeur der 1. Division.

## Leben
Hermann war ein Sohn des preußischen Majors Lucian Melchior (1786–1840) und dessen Ehefrau Karoline, geborene von Viebahn (1791–1849). Carl von Viebahn war der Bruder seiner Mutter.
Nach dem Besuch des Gymnasiums in Köln sowie der Kadettenhäuser in Bensberg und Berlin wurde Melchior am 27. Mai 1845 als Sekondeleutnant dem 35. Infanterie-Regiment (3. Reserve-Regiment) der Preußischen Armee in Mainz überwiesen. Als solcher war er am 18. September 1849 an der Niederschlagung der revolutionären Unruhen in der Freien Reichsstadt Frankfurt beteiligt. Nach einem einmonatigen Kommando zur 8. Pionier-Abteilung wurde Melchior Anfang Juli 1852 Adjutant des I. Bataillons, stieg Ende Mai 1856 zum Regimentsadjutanten seines inzwischen in Luxemburg stationierten Verbandes auf und avancierte bis Ende Mai 1859 zum Hauptmann. Ab Mitte Juni 1859 war er zunächst für drei Monate als Adjutant der Besatzungsbrigade und der Kommandantur sowie anschließend in gleicher Eigenschaft bei der Gouvernement der Festung Luxemburg abkommandiert. Im August/September 1863 begleitete er General von Brauchitsch bei der Besichtigung der Bundeskontingente von Kurhessen, Nassau und Luxemburg.
Während des Krieges gegen Dänemark kehrte er am 5. April 1864 als Kompaniechef im Brandenburgischen Füsilier-Regiment Nr. 35 in den Truppendienst zurück und nahm am Übergang nach Alsen teil. Im Krieg gegen Österreich führte er seine 10. Kompanie bei Münchengrätz sowie Königgrätz und erhielt für sein Wirken den Roten Adlerorden IV. Klasse mit Schwertern. Mitte November 1867 zum Major befördert, wurde Melchior am 1. Mai 1868 zur Führung des II. Bataillons nach Oranienburg kommandiert und Ende November 1868 zum Kommandeur des III. Bataillons in Brandenburg an der Havel ernannt. In dieser Eigenschaft nahm er 1870/71 im Krieg gegen Frankreich an den Kämpfen bei Vionville, Gravelotte, Neuville-aux-Bois, Coulomiers, Azay-Mazange, am Braye-Bach, bei Montaille, Artenay, Change, Orleans und Le Mans sowie der Belagerung von Metz teil.
Ausgezeichnet mit beiden Klassen des Eisernen Kreuzes wurde Melchior in Würdigung seiner Verdienste am 27. April 1872 durch Kaiser Wilhelm I. in den erblichen preußischen Adelsstand erhoben.
Unter Beförderung zum Oberstleutnant erfolgte am 22. März 1873 seine Ernennung zum Kommandeur des Magdeburgischen Jäger-Bataillons Nr. 4. Unter Stellung à la suite beauftragte man Melchior am 1. Juni 1875 zunächst mit der Führung des 6. Badischen Infanterie-Regiments und vierzehn Tage nach seiner Ernennung zum Regimentskommandeur wurde er zum Oberst befördert. Unter Stellung à la suite seines Regiments wurde er am 15. März 1881 mit der Führung der 56. Infanterie-Brigade in Rastatt und am 18. Oktober 1881 als Generalmajor zum Brigadekommandeur ernannt. Am 15. Januar 1887 erhielt er die Beförderung zum Generalleutnant und die Versetzung als Kommandeur der 1. Division nach Königsberg. Melchior wurde Mitte September 1887 mit dem Stern zum Roten Adlerorden II. Klasse mit Eichenlaub und Schwertern am Ringe ausgezeichnet und am 3. Juli 1888 in Genehmigung seines Abschiedsgesuches mit Pension zur Disposition gestellt.
Nach seiner Verabschiedung würdigte ihn Kaiser Wilhelm II. am 31. Januar 1896 mit dem Kronen-Orden I. Klasse. Er starb unverheiratet am 9. März 1902 in Wiesbaden.
Der General von Alvensleben schrieb 1872 in seiner Beurteilung: „Major Melchior hat in den verschiedensten Verhältnissen sich stets gleich ausgezeichnet und selbst unter Feinden Anerkennung gefunden. Es ist dies die Folge seines Verstandes, seiner militärischen Gesinnung und seiner guten Erziehung entspringenden taktvollen Benehmens. Er wird ein sehr guter Regimentskommandeur werden.“